# Instrument scientifique
 (juillet 2023).

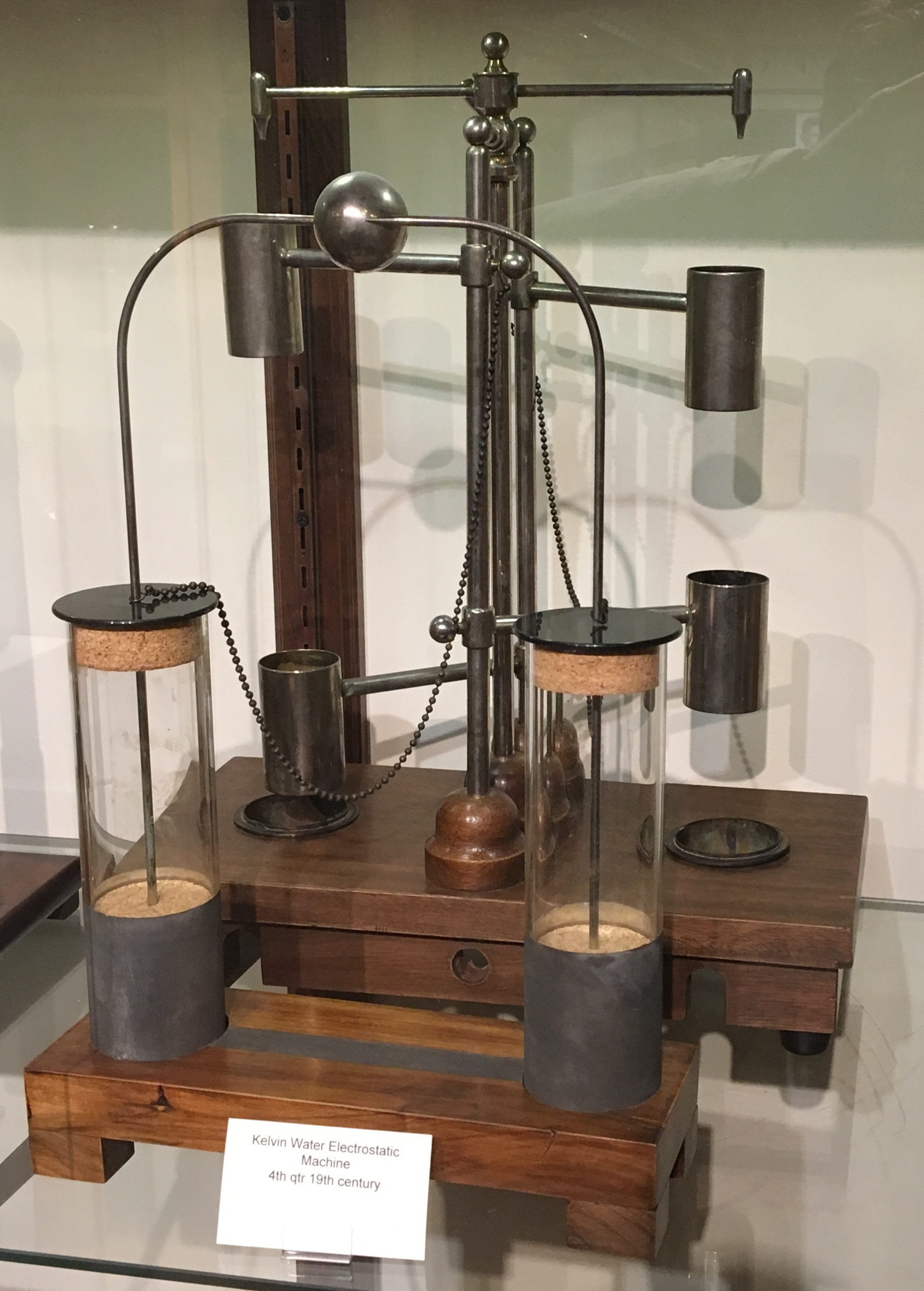
Instrument scientifique inventé par Lord Kelvin en 1867.

Un instrument scientifique est un instrument utilisé en sciences, permettant d'acquérir des données, de mesure ou d'observation, et ce, depuis des échelles nanométriques et micrométriques, jusqu'aux échelles macroscopiques, voire mégascopiques, en passant par celles mésoscopiques.
Ce sont la plupart du temps des instruments de mesure (spectromètres, multimètres, etc.) ou d'observation (photographieurs et imageurs, sismographes, spectroscopes, microscope polarisant, etc.), ou de plus en plus, les deux à la fois.

## Caractérisations
Une caractéristique essentielle pour qualifier de scientifique un instrument, au-delà de sa simple destination, est la reproductibilité de son fonctionnement et la précision de sa mesure. 

La reproductibilité n'étant pas absolue, elle est évaluée et quantifiée au moyen du concept d'incertitude analytique,  sa validité étant conditionnée à une gamme de conditions opératoires et selon un protocole de manipulation, devant être explicités. C'est un des enjeux de la standardisation et normalisation des instruments et protocoles de mesure.

## Évolution et tendances
De nouvelles techniques apparaissent régulièrement, avec par exemple au début du XXIe siècle :
- grâce à l'informatique, en combinant plusieurs instruments de type « capteurs » (plusieurs télescopes par exemple), on obtient l'équivalent d'un instrument « virtuel », plus puissant, via l'interférométrie ;
- un laser de puissance permettant la volatilisation à ultra-haute température (formation d'un plasma), d'une fraction nanométrique de matériau en vue de l'acquisition d'un spectre de fluorescence (technique LIBS pour Laser Induced Breakdown Spectroscopy en anglais).

### Tendance à l'informatisation

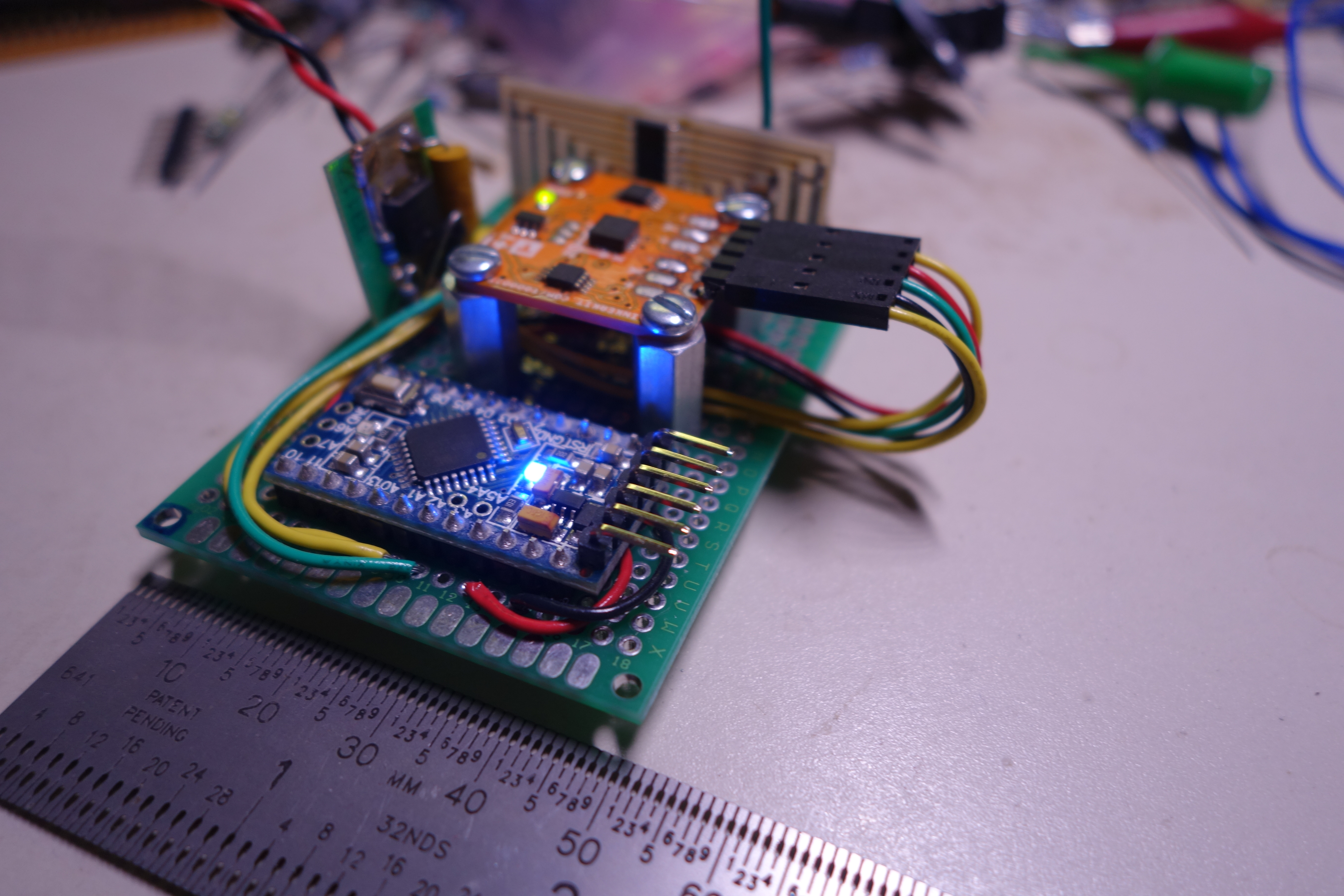
Sismomètre électronique

Avant le dernier tiers du XXe siècle, les instruments de mesurage, d'essence analogique, comportent parfois un système d'enregistrement et de mémorisation de leurs mesures. Sinon, un opérateur doit noter celles-ci afin de les analyser ultérieurement. 
Depuis l'avènement de l'électro-informatique, les instruments scientifiques sont de plus en plus enrichis de composants électroniques qui permettent la numérisation à la volée des mesures. Ils sont de plus en plus souvent pilotés par ordinateur et différents logiciels d'opération. Par exemple, depuis les années 1980's, des logiciels de type systèmes experts, contribuent à récupérer les données numériques sous forme de fichiers directement exploitables pour l'analyse. 
Un enjeu apparu à la transition du XXIe siècle est celui de l'interopérabilité.

### Double tendance à la miniaturisation et au gigantisme
Des détecteurs ou capteurs, à des échelles micro- à nanométriques existent maintenant, dans les laboratoires pour les derniers. Dans le même temps des instruments géants tels que les accélérateurs de particules, ou les télescopes en réseau sont construits.
Ces instruments coûteux sont généralement construits par des consortiums scientifiques impliquant de nombreux pays, pour être utilisés ensuite par des équipes internationales, ou accueillir des projets
développés dans d'autres pays.

## Réglages
Les instruments de mesure ne sont jamais, sinon rarement, absolus. La mesure répétée d'une grandeur réputée fixe dans le temps, présente généralement une dérive temporelle. Cela peut être lié à une ligne de base, qui doit alors être réétallonnée, ou un gain variant par rapport à un écart donné dela propriété physique dans le cas des mesures différentielles ; on fait alors appel à un (re)calibrage.

## Fabricants d'instruments scientifiques
- First Light Imaging conçoit et commercialise des caméras scientifiques pour le spectre visible et invisible.